# Лапшиха (Нижний Новгород)
Лапши́ха — микрорайон в составе Советского района Нижнего Новгорода. 

## География
Располагается в восточной части района на возвышении по правому берегу реки Старки и частично на восточном склоне Моховой горы. Главные улицы — Ванеева, Сусловой, Бекетова, Кузнечихинская, Рыбинская. Её границей на севере служит река Старка, на востоке — река Кова, Рокадное шоссе, улицы Сусловой и Ванеева, на юге — садовые участки и улица Юбилейная, на западе — улица Моховая.

## История
Лапшиха, в прошлом деревня у южной окраины Нижнего Новгорода, основана в XIX веке переселенцами из одноимённой деревни Нижегородского уезда (ныне расположенной на территории Дальнеконстантиновского района) и названа в честь их прежнего места жительства. По карте Нижнего Новгорода 1896 года можно определить, что по линии современной улицы Кузнечихинской проходила граница городской выгонной земли (к западу от линии) и Нижегородского уезда, а на месте современного трамвайного кольца находились заросли кустарника, отмеченные как «Вшивый куст». Около 1939 года Лапшиха вошла в состав Горького (Нижнего Новгорода).

## Инфраструктура
Застроена многоквартирными домами (особенно в районе улиц Бекетова, Сусловой, Юбилейная), но в целом Лапшиха сохраняет малоэтажный характер застройки.

## Образование
В микрорайоне находятся две школы от управления образования Советского района — это средняя общеобразовательная школа № 122 на улице Верхняя и специальная коррекционная начальная школа — детский сад на улице Чукотская.
К частным учебным заведениям относятся воскресная школа при церкви Владимирской Оранской иконы Божьей Матери, автошколы Станкоинформ, АвтоКурс НН, Экспресс-Авто-Плюс-НН, Институт дополнительного профессионального образования, Современная гуманитарная академия.
На южной окраине микрорайона находится также Нижегородский институт развития образования.